# Jalapa (Tabasco)
Jalapa es una localidad mexicana ubicada en el estado de Tabasco, cabecera del municipio homónimo. Se localiza a 42 km de la capital estatal, Villahermosa. 

## Toponimia
Jalapa proviene de la palabra náhuatl Xāl-ā-pan, que significa xāl- "arena", ā- 'agua', -pan "sobre"; lo que se traduce como : "rivera de arena". Otra posible interpretacción sería derivarlo de Xāllah-pan, donde Xāllah 'arenal' y en este caso se tendría "sobre el arenal".

## Historia
Las primeras noticias que se tienen de esta población y de sus habitantes los jalapeños  provienen del año de 1524 cuando el conquistador Hernán Cortés y el historiador Bernal Díaz del Castillo pasaron por este territorio en su viaje a las Hibueras (hoy Honduras), en sus relatos, dicen haber pasado por una población llamada Zaguatán o Zagoatán la cual "era muy poblada" según las palabras de los propios conquistadores.

"...De esta provincia de Cupilcom según la figura que los de Tabasco y Xicalango me dieron, había que ir a otra poblazón llamada Zagoatán, y como ellos no se sirven sino de agua, no sabían el camino que yo debía de llevar por tierra para dicha provincia, por lo que me vi forzado a enviar a varios españoles e indios a descubrir el camino y abrirle por donde pudiésemos pasar, porque todo eran montañas muy cerradas(...)yo seguí el camino que los naturales habían abierto aunque con trabajos de algunas ciénegas y de mucha agua que llovió aquel día, llegué a la dicha población, a un barrio de ella, que aunque el menor, había en el más de docientas casas..."
Hernán Cortés "Quinta Carta de Relación" 

Se cree que la población indígena de Zaguatán haya estado ubicada en el sitio en donde se levantó la actual ciudad de Jalapa. 
Se desconoce la fecha de la fundación española de la ciudad, pero según el presbítero Manuel Gil y Sáenz, ya durante la época de la colonia en 1614 el alcalde mayor de Tabasco manda a construir iglesias, casas reales y pasos reales en las poblaciones de la provincia y el pueblo de Jalapa figura entre ellas.
Hacia el año 1700, Jalapa era una de las poblaciones más importantes de la provincia, y se le procuraba embellecimiento, ya que era paso obligado de las embarcaciones que viajaban de San Juan Bautista hacia la villa de Tacotalpa entonces capital de la provincia y en 1733, el pueblo de Jalapa aparece como "cabecera distrital". 
En 1833, la epidemia del "Colera Morbo" se declaró en Tabasco azotando terriblemente al estado, y afectando también a Jalapa, en donde murieron muchos vecinos, diezmando considerablemente su población.
En 1852, la villa de Jalapa es nombrada cabecera del partido del mismo nombre y a ella corresponden los pueblos de Jahuacapa, Astapa, Cacaos, y Pueblo Nuevo de las Raíces, con todas sus riberas, haciendas y rancherías.
En 1863, en la lucha contra los invasores franceses, las tropas al mando del coronel Lino Merino y los hermanos José María y Rosario Bastar Zozaya, toman el pueblo de Jalapa, el cual se encontraba en manos de los imperialistas.
En 1873, en este poblado se instala por primera vez en el estado un ingenio azucarero cuya máquina era movida por vapor.
En julio de 1976, la villa de Jalapa, cabecera municipal, es elevada al rango de ciudad.

## Urbanismo

### Servicios públicos
La ciudad cuenta con servicio de energía eléctrica, alumbrado público, agua potable, servicio de telefonía pública, telefonía convencional y redes de telefonía celular, seguridad pública, tránsito, servicio de limpieza, mercado público, drenaje y alcantarillado, panteón municipal, rastro municipal, jardines y parques y cuenta con todas sus calles pavimentadas con concreto.

## Industria y comercio
Existen en la ciudad de Jalapa pequeñas fábricas de queso, chile amashito curtido y las famosas pastas de frutas envuelta en joloche las cuales son un símbolo del municipio, fábrica de hielo y agua purificada, también hay una fábrica de rompope de muy buena calidad. 
En lo referente al comercio, hay tiendas de abarrotes, un supermercado, mercado público, papelerías, carnicerías, tiendas de ropa, muebles, calzado, refaccionarías, ferreterías, materiales para la construcción, veterinarias, farmacias, etc.

## Comunicaciones
A la ciudad de Jalapa, se llega por carretera. Dista a 42 km de la ciudad de Villahermosa, que es la capital del estado, por la carretera federal n.º 195 Villahermosa-Tuxtla Gutiérrez hasta el km 18, en el crucero se toma la carretera estatal Villahermosa-Tacotalpa, hasta la ciudad de Jalapa.
Esa misma carretera estatal, comunica a la ciudad de Jalapa, con las ciudades de Tacotalpa y Teapa.
También existe la carretera estatal Jalapa-Chichonal, que comunica a Jalapa con la ciudad de Macuspana y la enlaza con la carretera federal n.º 186 Villahermosa-Chetumal.

## Turismo

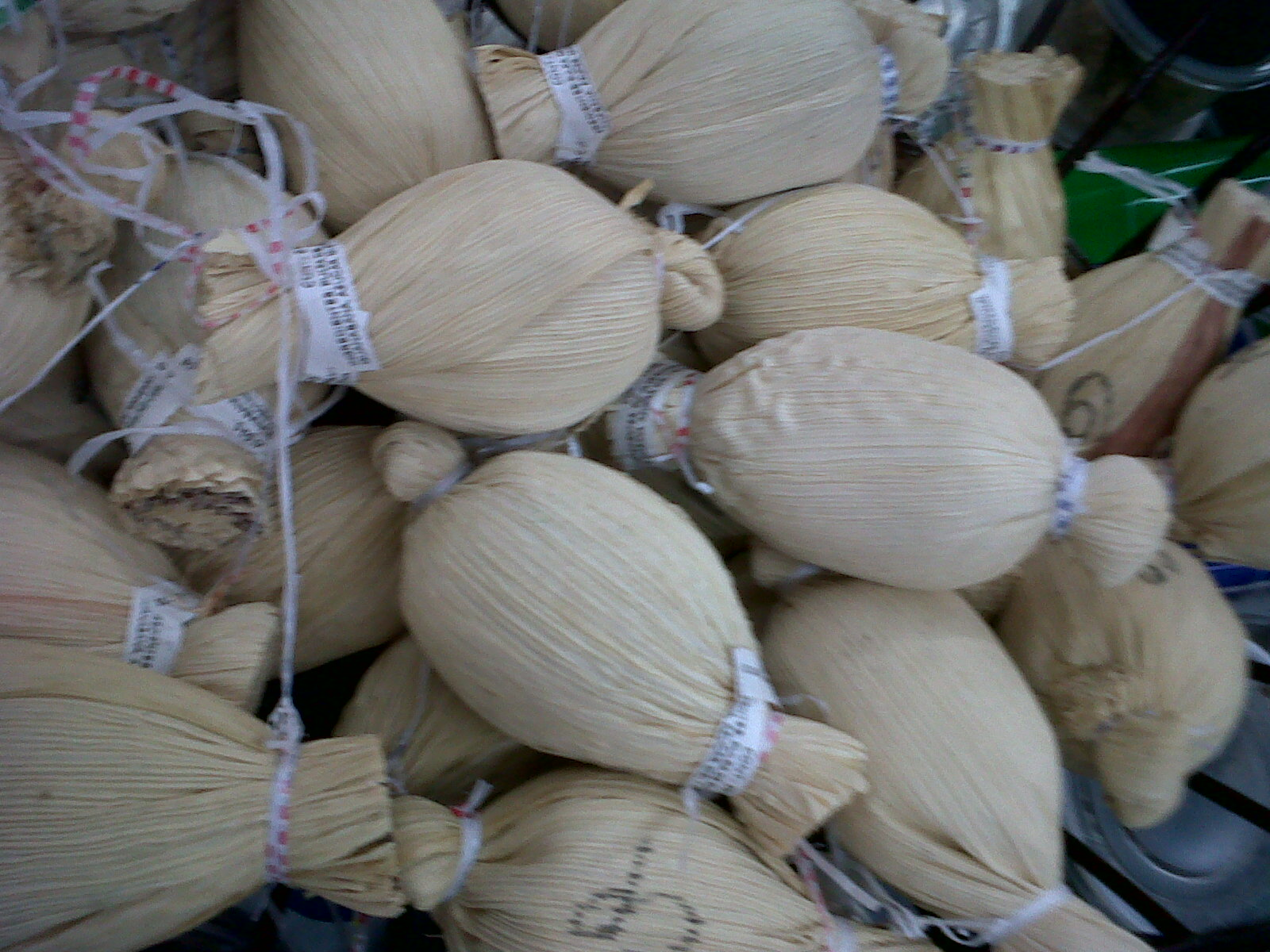
Dulces de camote con piña, envueltos en hoja de joloche, una tradición de Jalapa.

La iglesia de la ciudad de Jalapa es de las más antiguas del estado y que aún conserva su fachada original. En la cabecera municipal se encuentran las estatuas de Francisco J. Santamaría, sobre la avenida del mismo nombre; y en la periferia de la ciudad la de Jesús Sibilla Zurita y Regulo Torpey Andrade; las cuales lamentablemente han sido robadas.

## Fiestas y tradiciones
- "Feria del Dulce y del Tamal" (víspera 19) 20 de enero.

En la comunidad de Jahuacapa. Festejos de san Sebastián en la iglesia que lleva su nombre. Los habitantes reconocidos por la fabricación de ricos dulces y tamales abren las puertas de sus casas para vender lo que saben hacer tan bien.
- "Feria de San Marcos" (víspera 25) 26 de abril.

Una pequeña fiesta patronal que se realiza en honor a san Marcos.
- "Feria Municipal" del 14 al 30 de junio (víspera 28 de junio).

La iglesia católica festeja a san Pedro y san Pablo Apóstoles (el 28 de junio se realizan confirmaciones oficiadas por el Obispo). 
De igual manera se realiza la "enrama" donde las familias donan productos y/o animales a la iglesia que se ponen en venta y kermés para recaudar fondos para gastos de dicha Iglesia. 
Entre las actividades de la Feria Municipal en la ciudad de Jalapa, se eligen representantes de cada C.I., se les impone la banda y se dan cita las principales comunidades del municipio, mostrando sus productos y artesanías. Eligen a la Flor Municipal entre los 9 Centros Integradores que conforman el municipio. 
La AGL de Jalapa realiza su tradicional exposición ganadera.
- "Pesca del Robalo" Semana Santa.

En el malecón de la cabecera municipal, por el rumbo de Don Miguel "Huevo de Pava" Andrade. Organizan la pesca del Robalo, premiando al que pesque el más grande.

## Personajes famosos
Jesse Conde: Actor de doblaje. Muy conocido por hacer la voz de Tiger, capitán Garfio entre otros.
Lucila Osorio: Primera Flor de Oro de Jalapa, ella gana la Flor en 1993 al celebrarse 40 años de la elección de la flor.
Salvador Manrique: Cantautor y empresario, muy conocido por su canción "La voz del infierno verde", Corazón de Cacao, "Jahuacapa", entre otras.
Sra. Margot Andrade Acosta: Fundadora del famoso rompope casero denominado "Doña Margot".
Dora María: Cantante, oriunda de Astapa, Jalapa. El Parque de Feria Tabasco lleva su nombre.
Jorge Priego Pérez: Diseñador y artesano, oriundo de Jahuacapa. Reconocido a nivel internacional. Ha participado en diversos concursos representando a Tabasco y a México con trajes artesanales. Participa en la Ruta del Dulce exponiendo sus trajes en la Finca la Luz del poblado Jahuacapa.
- Personajes ilustres

Alonso Felipe de Andrade: (1667-1717) 
Militar. Fue el primer tabasqueño en ser Alcalde Mayor de la provincia de Tabasco, de 1704 a 1708. En mayo de 1704, comandó a las fuerzas tabasqueñas en la expulsión de los piratas de la laguna de Términos. En 1717 encabezando a las fuerzas tabasqueñas y veracruzanas, expulsó a los piratas de la isla de Tris.
Eleuterio Pérez Andrade (1823-1903) 
Liberal. Oriundo De Astapa, allí se puede encontrar un busto conmemorativo.
Matías Pipino Piedra: (1851–1915) 
Educador y Político. En 1949 se inaugura un "Centro Escolar" en la cabecera municipal que lleva su nombre, existe un pequeño busto en una esquina de la ciudad de Villahermosa, capital del estado.
Francisco J. Santamaría: (1886–1963) Abogado, maestro, político y lingüista. 
Fue gobernador del estado durante el sexenio 1947 – 1952. Tiene un busto en su honor en la glorieta de entrada a la cabecera municipal (hacia Villahermosa).
José Jesús Andrade Blanco: (1886–1963) Primer presidente municipal en 1917.
Dr. Régulo Torpey Andrade: (1893–1971) Educador, fundador de la Cruz Roja Tabasqueña. Tiene un busto en una de las glorietas de la cabecera municipal. (Hacia Tacotalpa).
Eurípides Heredia: (1896–1971)
Escultor y escritor.
Jesús A.Sibilla Zurita: (1922–1989) 
Periodista radiofónico, fundador del programa "Telerreportaje". Tiene un busto conmemorativo en una de los tres glorietas de la ciudad (hacia Macuspana).